# Kim Dunn
Pour les articles homonymes, voir Dunn.
Kim Dunn, née le 14 décembre 1981, est une snowboardeuse canadienne.

## Carrière
Kim Dunn est médaillée d'or de half-pipe aux Championnats du monde juniors de 1998 à Chamrousse puis médaillée de bronze aux Mondiaux juniors de 2000 à Berchtesgaden.
Elle est alors sélectionnée pour participer aux Goodwill Games d'hiver de 2000 de Lake Placid ; elle y est médaillée de bronze en half-pipe. 
Kim Dunn obtient son premier et unique podium en Coupe du monde le 12 décembre 1999, dans l'épreuve de half-pipe de Whistler.
Elle est championne du Canada de snowboardcross en 1999 et vice-championne en 2001.